# 19 Hydrae
19 Hydrae är en blåvit stjärna i huvudserien i Vattenormens stjärnbild.
19 Hydrae har visuell magnitud +5,61 och är synlig för blotta ögat vid god seeing. Den befinner sig på ett avstånd av ungefär 615 ljusår.